# Grinspoon
Grinspoon est un groupe de post-grunge australien, originaire de Lismore, en Nouvelle-Galles du Sud. Formé en 1995, il se compose de Phil Jamieson et Pat Davern (à la guitare), Joe Hansen (à la basse) et Kristian Hopes (à la batterie),,. Il perce véritablement sur la scène australienne après avoir remporté le concours Unearthed organisé par la station de radio Triple J et chargé de promouvoir de jeunes talents méconnus issus de toutes les régions d'Australie.
Fortement influencé par le nu metal et le metal alternatif, Grinspoon s'est également fait connaître en enregistrant l'une des pistes musicales du jeu vidéo Gran Turismo 3. Les influences musicales du groupe vont de Bush à Radio Birdman, en passant par les Beatles (période Helter Skelter) et Ween.

## Biographie

### Débuts (1995–2000)

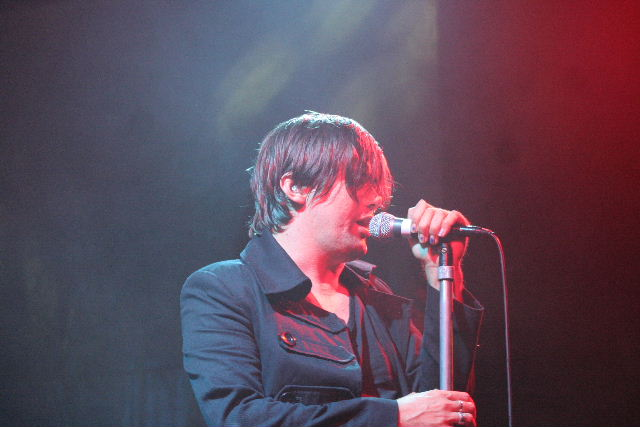
Phil Jamieson, leader du groupe.

La création du groupe est indissociable de celle du concours Unearthed organisé pour la première fois par la station de radio pop rock australienne Triple J en 1995. Le concept de cette émission est basé sur la quête de nouveaux talents dans l'ensemble du pays puis, le cas échéant, sur la promotion de leur musique grâce à une diffusion régulière sur les ondes de la radio.
Les quatre australiens décident de tenter leur chance et se présentent à l'un des castings sous le nom de Grinspoon, une référence au Dr Lester Grinspoon, professeur émérite en psychiatrie qui préconisait l'usage de drogues douces dans le traitement de certaines pathologies. Quelques mois plus tard, ils remportent le concours avec leur premier titre Sickfest. Leur premier EP voit le jour en 1995 sous le titre de Grinspoon (il est également connu sous le nom de Green Album) et est produit par une société de production indépendante baptisée Oracle. Reprenant Sickfest, la chanson à l'origine de leur victoire, il contient également plusieurs pistes appelées à un certain succès (et réenregistrées par la suite) telles que More than You Are. En décembre 1996 sort leur second EP, Licker Bottle Cozy, produit par le label Grudge Records,. Il est marqué par une présence accrue de sons plus durs et tranchants, notamment dans les titres Post Enebriated Anxiety ou Pig Pen. C'est également sur cet EP que l'on retrouve le titre Champion qui sera repris ultérieurement comme piste musicale du jeu vidéo Gran Turismo 3.
C'est en 1997 que le groupe enregistre son premier album Guide to Better Living qui est entièrement produit dans un petit studio de Byron Bay,,. Sorti le 20 juillet 1998 en Australie (le 9 mars 1999 aux États-Unis), il reste 11e durant 26 semaines parmi le classement des meilleures ventes dans son pays et est certifié disque de platine avec plus de l70000 exemplaires vendus en Australie. Mêlant des influences diverses (metal, grunge, mais aussi rock plus traditionnel), il débute par un Pressure Tested 1984 tranchant et se prolonge par des titres aux sons plus variés, tels Don't Go Away et Bad Funk Stripe. Les versions australiennes et américaines de l'album diffèrent quelque peu, notamment par la présence de cinq titres live enregistrés au festival Grudgefest que l'on ne trouve que dans la version australienne.
1999 voit la sortie de Easy, le deuxième album du groupe, produit comme le premier par Universal Music. Malgré un succès plus mitigé, il contient quelques chansons phares du groupe, dont Violent and Lazy et Ready 1, et est certifié disque de platine,.

### Changement de direction (2001–2006)
De septembre 2001 à janvier 2002, le groupe se consacre à l'enregistrement de son troisième album, qui sort le 3 juin 2002 sous le nom de New Detention. En l'espace de quelques semaines, il pointe en tête des ventes d'album en Australie et se classe en seconde position du ARIA Charts,. Ce nouvel opus se caractérise par l'émergence de nouvelles influences et par un son mêlant pop rock, grunge et nu metal. Quatre singles sortent en parallèle de cet album, dont la ballade Chemical Heart et la chanson Lost Control.
La sortie du quatrième album du groupe, intitulé Thrills, Kills and Sunday Pills, et de la chanson éponyme est un nouveau succès commercial, mais consacre le changement de style du groupe, lequel emprunte volontiers au rock alternatif. En 2005, Grinspoon reçoit son premier ARIA Award dans la catégorie « Album rock de l'année » après avoir été nommé neuf fois auparavant. L'année suivante, le groupe interprète deux de ses chansons phares durant la cérémonie de clôture des jeux du Commonwealth à Melbourne.

### Six to Midnight(2007–2010)
En février 2007, Phil Jamieson entre en cure de désintoxication en raison de son addiction à la metamphétamine,,, ce qui retarde de quelques semaines les séances d'enregistrement du cinquième album du groupe, Alibis and Other Lies Celui-ci se distingue par la présence d'influences diverses, dont le metal, que l'on retrouve dans la chanson Choirboy, le country rock, perceptible sur le titre Find Your Own Way, ou le soft rock, qui caractérise notamment la chanson Minute by Minute. Les problèmes de drogue du leader du groupe déterminent cependant une suspension de ses activités, annoncée aux fans sur le site officiel du groupe le 5 février 2008.
Cette pause est, cependant, de courte durée et dès le mois de mai de cette même année, le groupe annonce son intention de participer à plusieurs événements avant de se consacrer à l'enregistrement d'un nouvel album. Grinspoon se produit ainsi notamment lors du Macquarie University's Conception Day Festival le 19 septembre 2008, au Stonefest organisé par l'université de Canberra le 31 octobre et au Open Arms festival de Coffs Harbour le 29 novembre. La sortie du nouvel album du groupe, Six to Midnight, est prévue le 11 septembre 2009 et devrait sortir sous le label Chk Chk Boom Records.

### Black Rabbitset pause (depuis 2011)
En septembre 2011, Grinspoon annonce l'écriture d'un septième album. En mai 2012, le groupe annonce son arrivée aux États-Unis pour l'enregistrement de l'album. Il révèle aussi le titre, Black Rabbits. Il fera participer notamment Chris Cheney de The Living End, Tim Rogers de You Am I et Scott Russo de Unwritten Law. Le 23 juillet 2012, Grinspoon publie la couverture sur Facebook. L'album est publié le 28 septembre. Le 5 décembre 2013, le groupe annonce une pause. Il ne se reforme qu'en août 2015 que pour des dates avec Cold Chisel.

## Discographie
- 1997 : Guide to Better Living
- 1999 : Easy
- 2002 : New Detention
- 2004 :Thrills, Kills and Sunday Pills
- 2005 :Best in Show (Limited Edition)
- 2007 :Alibis & Other Lies
- 2007 : Live at the Wireless
- 2009 :Six to Midnight
- 2012 : Black Rabbits